# Lambro Deyah
Lambro Deyah is een bestuurslaag in het regentschap Aceh Besar van de provincie Atjeh, Indonesië. Lambro Deyah telt 443 inwoners (volkstelling 2010).